# Rhondda Cynon Taf
Rhondda Cynon Taf is een county borough in het zuiden van Wales, gelegen in het ceremoniële behouden graafschap Mid Glamorgan en het historische graafschap Glamorgan. De county borough heeft 240.000 inwoners (2018).
De naam Rhondda Cynon Taf is een samenvoeging van de namen van de rivieren Rhondda, Cynon en Taff (Welsh: Taf).

## Plaatsen
- Aberdare
- Pontypridd
- Porth
- Tonypandy (hoofdstad)

Graafschappen: Anglesey · Carmarthenshire · Ceredigion · Denbighshire · Flintshire · Gwynedd · Monmouthshire · Pembrokeshire · Powys
County boroughs: Blaenau Gwent · Bridgend · Caerphilly · Conwy · Merthyr Tydfil · Neath Port Talbot · Rhondda Cynon Taf · Torfaen · Vale of Glamorgan · Wrexham
Steden: Cardiff · Newport · Swansea
Zie ook: behouden graafschappen (preserved counties) en de historische graafschappen